# Bodo Tümmler
Bodo Tümmler (Toruń, 8 dicembre 1943) è un ex mezzofondista tedesco.

## Biografia
Nel 1966 fu primo ai Campionati europei sui 1500 m, battendo il francese Michel Jazy e il connazionale Harald Norpoth, e fu terzo sugli 800 m, preceduto dal tedesco orientale Manfred Matuschewski e da quello occidentale Franz-Josef Kemper.
Alle Olimpiadi del 1968 a Città del Messico fu medaglia di bronzo sui 1500 m dietro al keniano Kip Keino, autore di una gara tutta in prima posizione, e allo statunitense Jim Ryun, che all'ultimo giro fu autore di una spettacolare rimonta che gli permise di sopravanzare i tedeschi Tümmler e Norpoth. Partecipò anche alle Olimpiadi del 1972 a Monaco di Baviera, ma fu eliminato in semifinale.

## Palmarès
| Anno | Manifestazione | Sede              | Evento | Risultato | Prestazione | Note |
| ---- | -------------- | ----------------- | ------ | --------- | ----------- | ---- |
| 1966 | Europei        | Budapest          | 800 m  | Bronzo    | 1'46"3      |      |
| 1966 | Europei        | Budapest          | 1500 m | Oro       | 3'41"9      |      |
| 1968 | Olimpiadi      | Città del Messico | 1500 m | Bronzo    | 3'39"0      |      |

## Altre competizioni internazionali
1965
- Oro in Coppa Europa ( Stoccarda), 1500 m piani - 3'47"4

1967
- Argento in Coppa Europa ( Kiev), 1500 m piani - 3'40"5